# Bernard Ginoux
Bernard Joseph Germain Marie Ginoux (ur. 14 października 1947 w Awinionie) – francuski duchowny katolicki, biskup Montauban w latach 2007-2022.

## Życiorys
Święcenia kapłańskie otrzymał 29 czerwca 1986 i został inkardynowany do archidiecezji awiniońskiej. Był m.in. kapelanem awiniońskich liceów oraz delegatem biskupim ds. służby zdrowia oraz duszpasterstwa społecznego.
11 maja 2007 papież Benedykt XVI mianował go ordynariuszem diecezji Montauban. Sakry biskupiej udzielił mu 2 września 2007 abp Robert Le Gall.
1 października 2022 papież Franciszek przyjął jego rezygnację z urzędu biskupa Montauban. 